# 堀川具守
堀川 具守（ほりかわ とももり）は、鎌倉時代中期から後期にかけての公卿。太政大臣・堀川基具の長男。堀川内大臣と号す。官位は従一位・内大臣、左近衛大将。後二条天皇の外祖父。

## 経歴
建長2年（1250年）従五位下に叙爵。建長5年（1253年）従五位上に叙せられ、侍従に任ぜられる。建長7年（1255年）には禁色を聴され、建長8年（1256年）正五位下に昇叙。
正嘉2年（1258年）従四位下・右近衛中将に叙任される。正元2年（1260年）正四位下・信濃介となり、文永3年（1266年）因幡介を兼ねる。文永4年（1267年）従三位に叙せられて公卿に列し、文永6年（1269年）には参議に任ぜられた。文永7年（1270年）には正三位に進み、加賀権守を兼任。文永8年（1271年）には従二位に叙せられ、文永11年（1274年）に権中納言に昇任した。建治元年（1275年）熙仁親王（後の伏見天皇）の立太子に伴い春宮権大夫を兼ね、さらに左衛門督を兼帯した。
建治4年（1278年）に正二位に昇叙。弘安7年（1284年）に権大納言に昇任され、帯剣を聴された。正応元年（1288年）淳和・奨学院別当に補任され、正応3年（1290年）に大納言に転じた。永仁3年12月（1296年2月）に大納言を辞退するが、永仁6年（1298年）に還任、永仁7年（1299年）従一位に至った。
嘉元4年（1306年）右近衛大将に任ぜられる。延慶2年（1309年）左近衛大将に転じ、正和2年12月（1314年1月）に内大臣に任ぜられた。しかし翌年これを辞任して、正和5年（1316年）正月19日に病のため出家。法名を覚乗とするが、即日薨じた。享年68。
娘の基子が後宇多天皇の後宮に入り、後二条天皇の生母となったため、具守は天皇の外祖父となった。また、『徒然草』の作者である兼好法師は具守の家司であったという。

## 堀川家初の近衛大将
具守は村上源氏堀川家から初めて近衛大将に補任された。堀川家から近衛大将に補任されるのは具守の後では具親のみである。なお、具守の近衛大将補任は後二条天皇在位時であるが、内大臣補任は後二条天皇崩御の後であるため、外戚処遇のための内大臣補任であるかは検討を要する。

## 官歴
※以下、『公卿補任』の記載に従う。
- 建長2年（1250年）正月5日：従五位下に叙す。
- 建長5年（1253年）正月5日：従五位上に叙す（臨時）。正月13日：侍従に任ず。
- 建長7年（1255年）5月4日：禁色を聴す。
- 建長8年（1256年）正月6日：正五位下に叙す（院当年御給）。
- 正嘉2年（1258年）
  - 正月5日：従四位下に叙す。
  - 正月21日：春宮権亮に任じ、右近衛少将を兼ぬ。
  - 4月14日：右近衛中将に転じ、春宮権亮如元。
- 正元2年（1260年）正月5日：正四位下に叙す（院当年御給）。3月29日：信濃介を兼ぬ。
- 文永3年（1266年）3月21日：因幡介を兼ぬ。
- 文永4年（1267年）正月5日：従三位に叙し、右近衛中将如元。
- 文永6年（1269年）12月7日：参議に任じ、右近衛中将如元。
- 文永7年（1270年）2月1日：正三位に叙す。
- -年（-年）-月―日：加賀権守を兼ぬ。
- 文永8年（1271年）10月13日：従二位に叙す。
- 文永11年（1274年）7月―日：権中納言に任ず。
- 建治元年（1275年）
  - 11月5日：春宮権大夫を兼ぬ。
  - 12月26日（1276年1月13日）：左衛門督を兼ぬ。
- 建治4年（1278年）正月6日：正二位に叙す。
- 弘安7年（1284年）正月13日：権大納言に任ず。正月16日：帯剣を聴す。3月9日：春宮権大夫如元。
- 弘安10年（1287年）10月21日：春宮権大夫を止む。
- 正応元年（1288年）9月8日：淳和・奨学院別当に補す。9月12日：奨学院別当を辞す。
- 正応3年（1290年）4月13日：奨学院別当に補す。6月8日：大納言に転ず。
- 正応5年（1292年）4月1日：淳和・奨学院別当を止む。9月―日：淳和院別当に補す。
- 永仁3年12月29日（1296年2月4日）：大納言を辞す。
- 永仁6年（1298年）5月23日：大納言に還任し、淳和院別当に補す。
- 永仁7年（1299年）4月13日：従一位に叙す。
- 正安4年（1302年）4月11日：奨学院別当に補す。
- 嘉元4年（1306年）4月14日：右近衛大将に任ず。
- 延慶2年（1309年）10月24日：左近衛大将に転ず。
- 延慶3年（1310年）4月24日：左近衛大将を辞す。12月28日：大納言を辞す。
- 正和元年（1312年）8月6日：服解（母）。
- 正和2年12月26日（1314年1月12日）：内大臣に任じ、兵仗を賜う。
- 正和3年（1314年）
  - 3月―日：兵仗を辞す。
  - 12月2日（1315年1月8日）：内大臣を辞す。
- 正和5年（1316年）正月19日：出家。即日薨去。享年68。

## 系譜
- 父：堀川基具
- 母：平惟忠の娘
- 妻：御子左為雄の娘（?-1328）
  - 男子：堀川具親（1294-?） - 実際は堀川具俊の子
- 妻：吉田経俊の娘
  - 男子：静源
- 妻：平親継の娘
  - 女子：堀川基子（1285-1355） - 堀川基具の養子
- 生母不明の子女
  - 男子：堀川具俊（1273-1303）
  - 男子：顕守
  - 男子：道守
  - 男子：信助（1297-1337）
  - 女子：堀川琮子 - 准三宮
  - 女子：西園寺公顕室